# Recared I
|  | Per a altres significats, vegeu «Recared II». |

Recared I (llatí: Flavius Reccaredus, Recaredus)  (Sevilla, 559 - Toledo, 21 de desembre de 601) va ser un rei visigot del 586 al 601. Era fill del rei Leovigild i de la seva primera muller, probablement Teodòsia (germana de Leandre i Isidor de Sevilla). Encara que s'ignora la data de naixement del rei, sí que se sap que Ermenegild, el seu germà gran, havia nascut vers el 564, per la qual cosa ell mateix va haver de néixer el 565 o després d'aquesta data.
Junt al seu germà Ermenegild fou associat pel seu pare al tron el 573, amb la missió de governar la Septimània enfront dels francs, col·laboració que fou més estreta quan el seu pare va fer executar Ermenegild (585).

## Regnat

### Guerra amb Borgonya
Quan el seu pare va morir es trobava a Septimània, on va romandre, perquè prosseguia la guerra contra Gontran de Borgonya, malgrat la derrota d'aquest l'any anterior. Carcassona va ser atacada de nou per Desideri de Tolosa, noble neustri que ostentava el càrrec de dux d'Aquitània, que fou rebutjat. Aconsellat per la seva madrastra Gosuinda, va enviar missatgers a Khildebert II d'Austràsia, demanant la pau. Havia ja passat molt temps des que Gosuinda maltractés a Ingundis (la dona d'Ermenegild) i el tractat va poder concertar-se amb certa facilitat. Com amb Nèustria no existia cap conflicte pendent, sol un dels tres reis merovingis, Gontran de Borgonya, romangué hostil als visigots. Recared va enviar també missatgers a Gontran però aquest es va negar a rebre'ls, i va tancar la frontera amb Septimània. Els visigots van realitzar diversos atacs a la regió de la desembocadura del Roine.

### Conversió al catolicisme

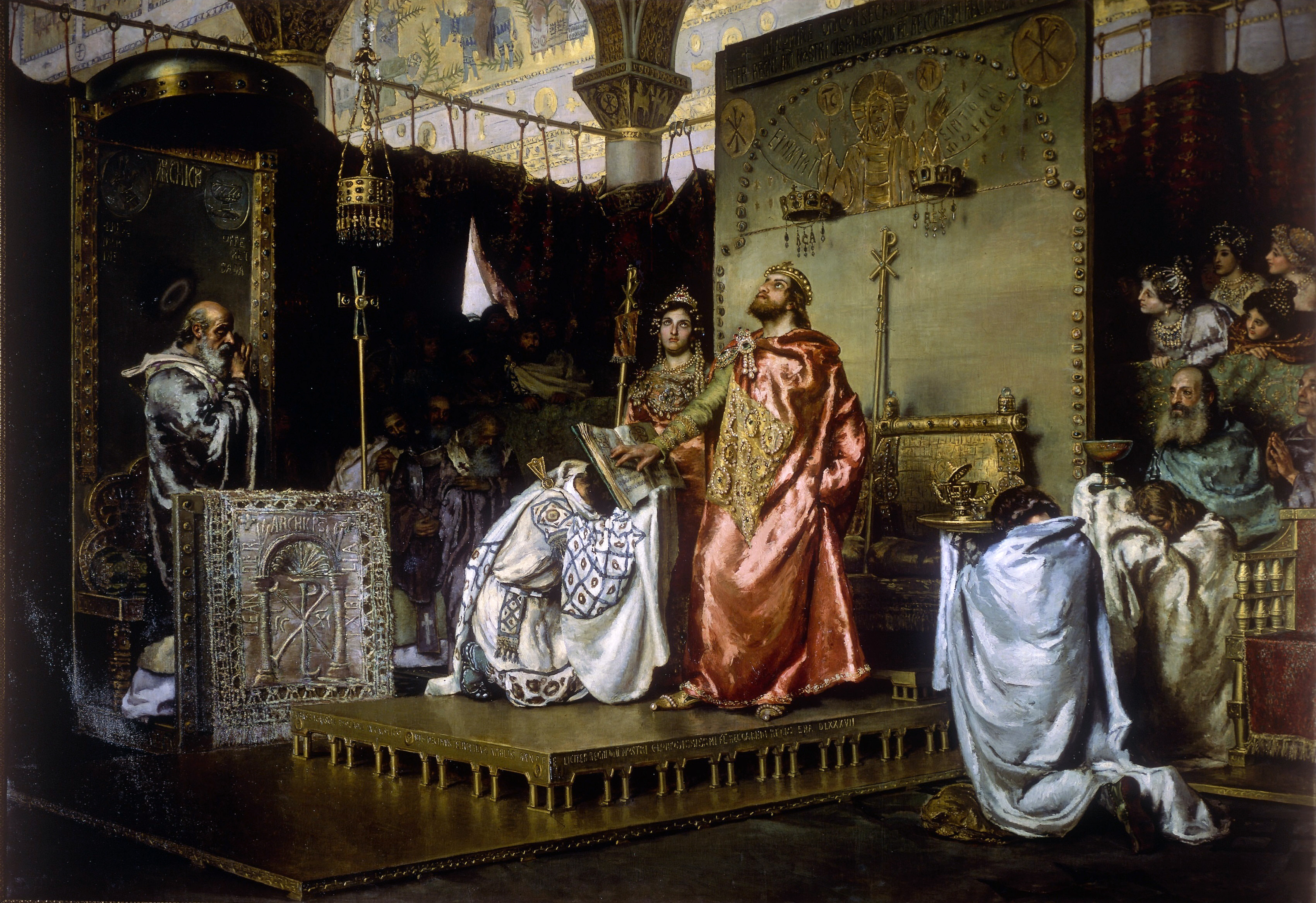
Conversió de Recared I, pel pintor valencià Muñoz Degrain, Palau del Senat a Madrid.

No molt després del seu accés al tron el nou rei va fer executar al got Sisbert, responsable de la mort del seu germà Ermenegild, encara que probablement per ordre de Leovigild, doncs, de no haver tingut l'autorització del rei, no hauria pogut desobeir-lo tan greument i després seguir viu.
A principis de l'any 587 Recared, que ja devia tenir simpaties catòliques, es va fer batejar en secret. Des d'aleshores va intentar convèncer els bisbes arrians perquè abandonessin l'heretgia, celebrant tres reunions: Una amb els bisbes arrians, als quals va incitar a reunir-se amb bisbes catòlics per discutir els problemes teològics i determinar quina era la veritable fe; una reunió conjunta de bisbes catòlics i arrians, amb fortes polèmiques entre els dos bàndols, i amb un Recared pressionant a favor dels catòlics; i finalment, no havent aconseguit convèncer els arrians, una reunió amb els bisbes catòlics als quals va comunicar que ja havia realitzat la seva opció pel catolicisme. Estaven presents molts magnats visigots, i pel que sembla gairebé tots ells van seguir al seu rei.
Cap a la primavera i estiu del 587 les esglésies arrianes van ser expropiades i lliurades als catòlics.

### Ambaixades als reis francs
Després de la seva conversió Recared va enviar noves ambaixades a Khildebert d'Austràsia i Gontran de Borgonya. Van oferir a Khildebert una forta suma (deu mil sous) i el rei austrasià (aconsellat per la seva mare Brunequilda) va reconèixer que Recared no era culpable en absolut de la mort d'Ingundis (la dona d'Ermenegild), concertant-se un tractat d'aliança; fins i tot Recared va negociar el seu enllaç amb Clodosinda, germana de Khildebert, però per concedir-la Brunequilda va demanar l'assentiment de Gontran. L'ambaixada enviada a Borgonya va demanar aquest consentiment però Gontran es va negar a donar-lo. Uns mesos després Khildebert va manifestar la seva aprovació de l'enllaç, al·legant que li constava que els visigots ja eren catòlics, però pel que sembla no va arribar a celebrar-se, car el 589 el rei ja estava casat amb Baddo o Bado o Bada, una il·lustre dama goda.

### Primera conspiració arriana
La reacció arriana no es va fer esperar. El bisbe arrià de Mèrida, Sunna, i els nobles gots Segga i Vagrila (probablement comtes) van projectar assassinar al bisbe local catòlic, Massona, i al dux de Lusitània Claudi i alçar a tota la província, segurament proclamant rei a Segga. No se sap el desenvolupament de la conspiració, però sembla que alguns nobles gots que havien accedit a tornar al catolicisme, van recuperar la seva antiga fe, i que molts ciutadans romans (suposadament catòlics) se'ls van unir. Al fracassar l'intent d'assassinat de Massona, un dels conjurats, el futur rei Viteric, segurament comte, va revelar els detalls de la conjura. Claudi va sufocar fàcilment l'intent. A Segga se li van tallar les mans (càstig que sembla haver estat reservat als usurpadors), es van confiscar les seves propietats i va ser desterrat a Galícia. Vagrila es va refugiar en una església de Mèrida, i el rei va ordenar confiscar les seves propietats i lliurar-les a l'esmentada església, però el Bisbe Massona el va perdonar i els va tornar.
Supressió de l'arrianisme. Recared va ordenar la crema de tots els llibres i textos arrians, va excloure als arrians de qualsevol càrrec públic i va suprimir l'organització de l'Església arriana, que va desaparèixer en pocs anys. Alguns gots van ser obligats a convertir-se al catolicisme.

### La segona conspiració
Un segon intent arrià va tenir com a protagonista el bisbe Úldila, la seu del qual no es coneix, però se suposa que podria haver estat bisbe de Toledo. Úldila, encara que nominalment havia abjurat, conservava les seves creences arrianes, i a la reina Gosuinda, vídua de Atanagild i Leovigild. La conspiració va ser avortada i Úldila enviat a l'exili (589). Gosuinda va morir poc després.

### La tercera conspiració
Des de feia uns mesos alguns nobles de Septimània preparaven una conjura per enderrocar al rei. L'encapçalaven els comtes Granista i Vildigern i el bisbe arrià de Narbona, Athaloc. Els conspiradors van demanar ajuda al rei de Borgonya Gontran (que era catòlic).
Les hostilitats amb Borgonya, suspeses des del 586, es van reprendre sobtadament el 589. Les forces borgonyones sota el comandament de Bosó, que havien estat cridades pels conspiradors, es van acostar a Carcassona que pel que sembla va ser ocupada, però van ser derrotades per forces visigodes sota el comandament de Claudi, dux de la província Lusitana (aparentment hispanoromà, encara que podia haver adoptat un nom romà al convertir-se al catolicisme), pels voltants del riu Aude. Els francs van deixar sobre el terreny cinc mil cadàvers i dos mil presoners. La derrota va ser completa i la seguretat de Septimània va quedar garantida. Sembla que Granista i Vildigern van morir en la lluita i que Athaloc va morir poc després de mort natural.

### El III Concili de Toledo
Poc abans de celebrar-se el Concili de Toledo Recared va comunicar que deixava sense efecte la prohibició per a l'Església Catòlica de celebrar sínodes provincials de bisbes.

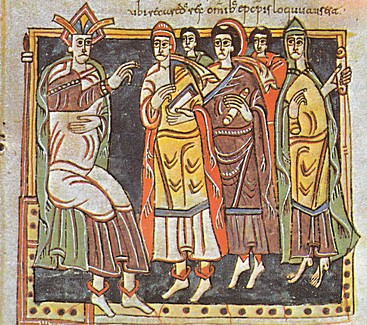
Recared reunit amb bisbes al III Concili de Toledo, segons el Còdex Vigilà.

El 8 de maig del 589 es va iniciar el III Concili Toledà. Recared va fer professió de fe catòlica i va anatematitzar a Arri i les seves doctrines; es va atribuir la conversió del poble got i sueu al catolicisme. Diversos bisbes arrians van abjurar de la seva heretgia, entre ells quatre probablement sueus: Beccila de Lucus (Lugo), Gardingus de Tuti (Tui), Argiovittus de Portus Cali (Porto) i Sunnila de Vaceum (Viseu, segurament de la província Lusitana); i altres quatre gots: Ugnus de Barcino (Barcelona), Fruisclus de Dertosa (Tortosa), Murila i Ubiligisclus de Valentia (València). Les resolucions del sínode arrià de Toledo del 580 van ser condemnades. Van assistir al concili setanta-dos bisbes, personalment o mitjançant delegats (a més dels cinc metropolitans), sent les figures principals Leandre de Sevilla (instigador de la conversió d'Ermenegild) i l'abat de Servitanum , Eutropi.
Les decisions del concili van adquirir força de llei al publicar el rei un edicte de confirmació del concili. La desobediència era castigada amb greus penes (la confiscació de la meitat dels béns per als honestiores i el desterrament i la pèrdua de les seves propietats per als inferiors).

### La quarta conspiració
Una nova conspiració es va organitzar després del concili liderada per Argimon, dux d'una província (potser la Cartaginesa), i persones influents del palau. Encara que els conjurats pretenien assassinar al rei i proclamar en el seu lloc a Argimon, s'ignora si pretenien restablir l'arrianisme. Descoberta la conjura Argimon va patir decalvació i amputació de la mà dreta.

### Canvis socials
Se sap que, coincidint amb la conversió al catolicisme, es van produir alguns canvis socials entre els gots: La seva forma de vestir es va adaptar a la dels romans, desapareixent els tradicionals agulles i sivelles i les propietats dels difunts ja no es van enterrar amb aquests.

### Família
Hi va haver negociacions per casar a Recared amb les princeses franques Rigunthis i Clodosinda, però no consta que els esmentats enllaços arribessin mai a celebrar-se. De fet el 589 Recared ja apareix casat amb la dama goda Baddo o Bado o Bada, suposada filla del comte de les Larguicions, Fanto.
El 589 comptava com a màxim 24 anys. El seu germà Ermenegild es va casar el 579 amb quinze anys (la princesa Ingundis tindria uns 13 o 14 anys). Les negociacions per a casar-lo amb Rigunthis es van realitzar cap al 582 o 583 quan comptaria poc més de quinze anys, i les noves negociacions de les quals es tenen notícies són del 587 quan comptava amb poc més de vint anys. L'enllaç ja havia de tenir certa urgència, no pel fet que ja era rei (doncs la monarquia no era hereditària) sinó per l'edat de Recared, que immediatament es va casar amb una dama goda. L'enllaç amb Clodosinda, que alguns autors suposen realitzat després d'enviudar de Bada, no va tenir lloc doncs no cap imaginar negociacions per a un enllaç estant ja casat. Com el seu fill gran Liuva va néixer vers el 581 o 582 (en tot cas abans del 584), se'l suposa fill natural, extrem recolzat pel text de la Crònica de Sant Isidor que diu: Ignobile quidem matre progenitus, set virtutum indole in signitus (que podria traduir-se per "va ser creat per una mare sens dubte fosca, però va destacar pel seu caràcter virtuós"). Els altres fills haguts, Suintila i Geila, haurien nascut de Bada.

### La qüestió romana oriental
Cap al 599 es va desenvolupar una guerra contra els romans d'Orient, sense que se sapiguen les causes ni el desenvolupament, encara que sembla que la lluita va ser favorable a l'Imperi Romà d'Orient que va ocupar diversos territoris (no molt extensos en tot cas). Va haver de ser després d'això que Recared va sol·licitar per mediació del Papa una còpia del tractat concertat amb els romans d'Orient, que fixava els límits de la província d'Espània (se suposa que l'exemplar dels visigots s'hauria perdut i l'exemplar imperial se suposa destruït en un incendi segurament el 564 o el 565). El Papa li va respondre que desistís d'això, car, en cas d'aparèixer el tractat, fins i tot amb les presumptes conquestes romanes d'Orient, el regne visigot resultaria perjudicat, car l'extensió de la província havia de ser menor que en el moment del tractat (signat a una data desconeguda entre el 551 i el 564). Com sabem que Leovigild havia recobrat tota o part de la regió de l'Estret (amb Asidonia), les regions pròximes a Màlaga i Baza (i potser la mateixa Baza) i probablement el territori entre Baza i Màlaga, les regions ocupades pels romans d'Orient se situarien bé a la zona costanera entre Màlaga i Cartagena o bé a la zona de l'Estret.

### Mort
Recared va morir a Toledo l'últim mes de l'any 601, i el va succeir el seu jove fill Liuva II, que com s'ha vist devia ser il·legítim.